# Diocesi di Celenderi
La diocesi di Celenderi (in latino Dioecesis Celenderitana) è una sede soppressa del patriarcato di Antiochia e una sede titolare della Chiesa cattolica.

## Storia
Celenderi, identificabile con Aydıncık (già Kelenderis), nel distretto omonimo in Turchia, è un'antica sede episcopale della provincia romana di Isauria nella diocesi civile d'Oriente. Faceva parte del patriarcato di Antiochia ed era suffraganea dell'arcidiocesi di Seleucia, come attestato da una Notitia episcopatuum del patriarcato datata al VI secolo.
Diversi sono i vescovi noti di quest'antica diocesi. Musonio partecipò al primo concilio di Costantinopoli nel 381. Giuliano fu tra i padri del concilio di Calcedonia nel 451 e sottoscrisse nel 458 la lettera dei vescovi dell'Isauria all'imperatore Leone in seguito all'uccisione del patriarca Proterio di Alessandria. All'inizio del VI secolo sono noti due vescovi di tendenze monofisite: Asterio, amico di Severo di Antiochia, e Pelagio, deposto dall'imperatore Giustino I nel 518 per la sua adesione al partito severiano.
Pietro prese parte al concilio in Trullo del 691-692 ed Eustazio al secondo concilio niceno del 787. Un vescovo, di cui non è noto il nome, partecipò al concilio di Costantinopoli dell'869-870 come avversario del patriarca Ignazio I.
Per un certo periodo, dopo l'occupazione araba di Antiochia, l'Isauria fu annessa al patriarcato di Costantinopoli. La diocesi di Celenderi appare nelle Notitiae Episcopatuum di questo patriarcato nel IX, nel X e nel XIII secolo.
Dal XIX secolo Celenderi è annoverata tra le sedi vescovili titolari della Chiesa cattolica; la sede è vacante dal 14 febbraio 1964.

## Cronotassi

### Vescovi greci
- Musonio † (menzionato nel 381)
- Giuliano † (prima del 451 - dopo il 458)
  - Asterio † (inizio VI secolo) (vescovo monofisita)
  - Pelagio † (? - 518 deposto) (vescovo monofisita)
- Pietro † (prima del 691 - dopo il 692)
- Eustazio † (menzionato nel 787)
- Anonimo † (menzionato nell'869)

### Vescovi titolari
- François-Xavier Vogt, C.S.Sp. † (25 luglio 1906 - 4 marzo 1943 deceduto)
- René-Désiré-Romain Boisguérin, M.E.P. † (10 gennaio 1946 - 11 aprile 1946 nominato vescovo di Yibin)
- Luis Adriano Díaz Melo † (13 novembre 1947 - 26 febbraio 1955 deceduto)
- Petras Maželis † (22 maggio 1955 - 14 febbraio 1964 nominato vescovo di Telšiai)